# Giardino botanico André Heller
Il giardino botanico André Heller (2 acri), noto anche come giardino botanico A. Hruska, è un giardino botanico situato sul terreno della Fondazione André Heller sopra il lago di Garda, in via Roma, a Gardone Riviera, in provincia di Brescia. Conta circa cinquecento varietà di piante, tra le quali cactus, stelle alpine, felci (in particolare Osmunda regalis), magnolie, orchidee, ninfee.

## Storia
Il giardino fu fondato dal 1903 su un terreno di circa diecimila metri da Arthur Hruska, dentista e botanico austriaco, che dal 1910 al 1971 raccolse molte varietà di piante sul terreno della sua villa. Fu pensato per accogliervi soprattutto flora alpina e tropicale con duemila esemplari botanici provenienti da molteplici luoghi, fra i quali gli acrocori dell'Oceania e varie piante dell'Himalaya, del Mato Grosso, dell'Africa, del Canada e del Giappone; il tutto organizzato come una fitta foresta di bambù, stagni giapponesi, ruscelli, cascate e piante alpine nei burroni. L'impegno e le competenze di Hruska gli consentirono di ricreare in miniatura vere e proprie zone alpine e dolomitiche con le tipiche pietre rosse.
Il giardino aprì al pubblico nel 1972, allorquando fu vincolato con decreto ministeriale nell'agosto dello stesso anno, mentre nel 1974 il comune di Gardone Riviera vincolò a verde pubblico circa un terzo dell'area. 
Dal 1988 al 2022 è stato di proprietà del cantante e artista André Heller che lo ha ulteriormente abbellito con sculture realizzate da maestri come Keith Haring, Roy Lichtenstein, Mimmo Paladino, Erwin Novak, Susanne Schmoegner.
Dal 2022 appartiene alla famiglia Porsche; André Heller ne è rimasto direttore artistico.  Sempre in quell' anno vi è stata collocata una statua di Auguste Renoir, La grande lavandaia accovacciata.

## Galleria d'immagini

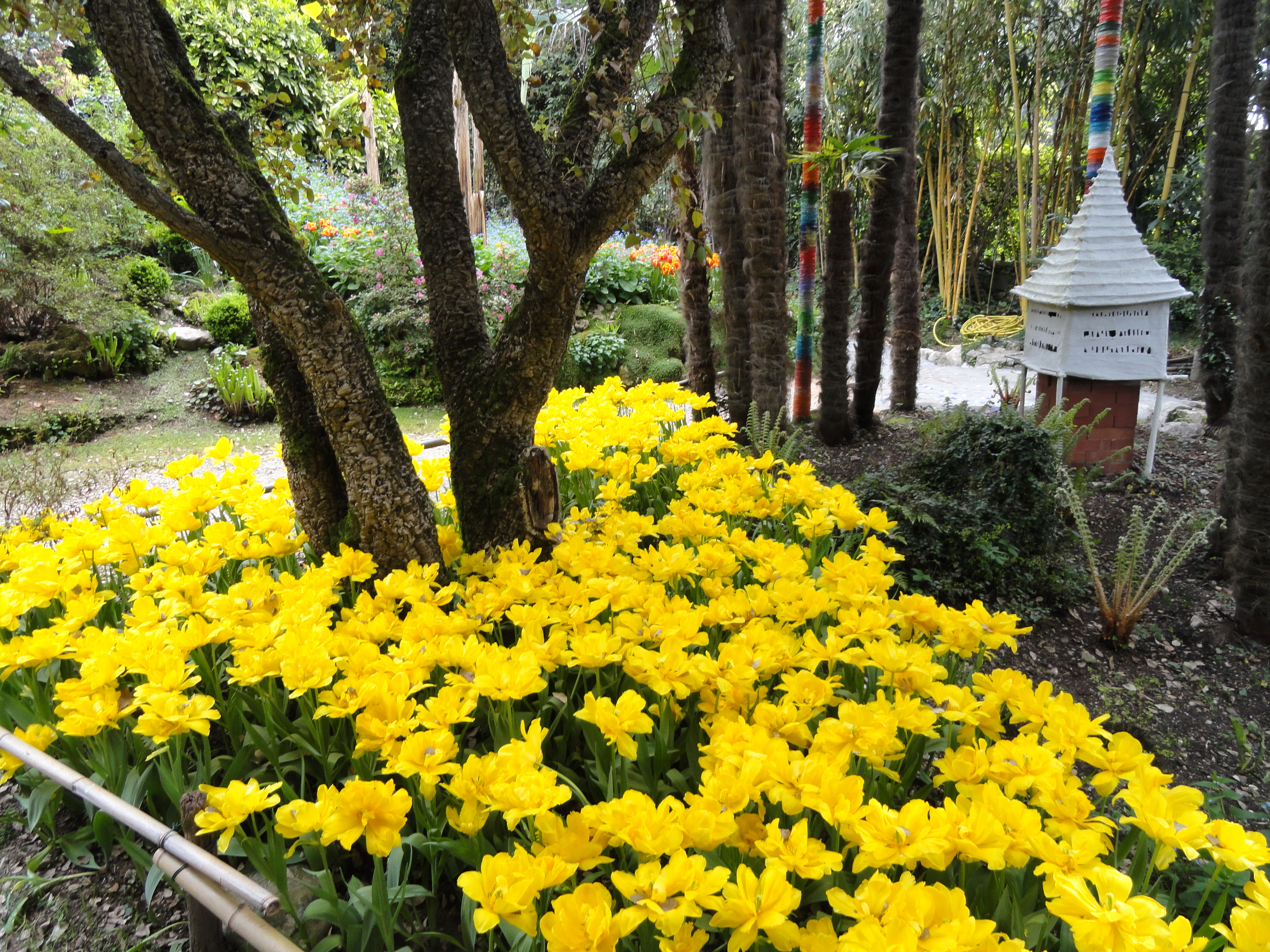
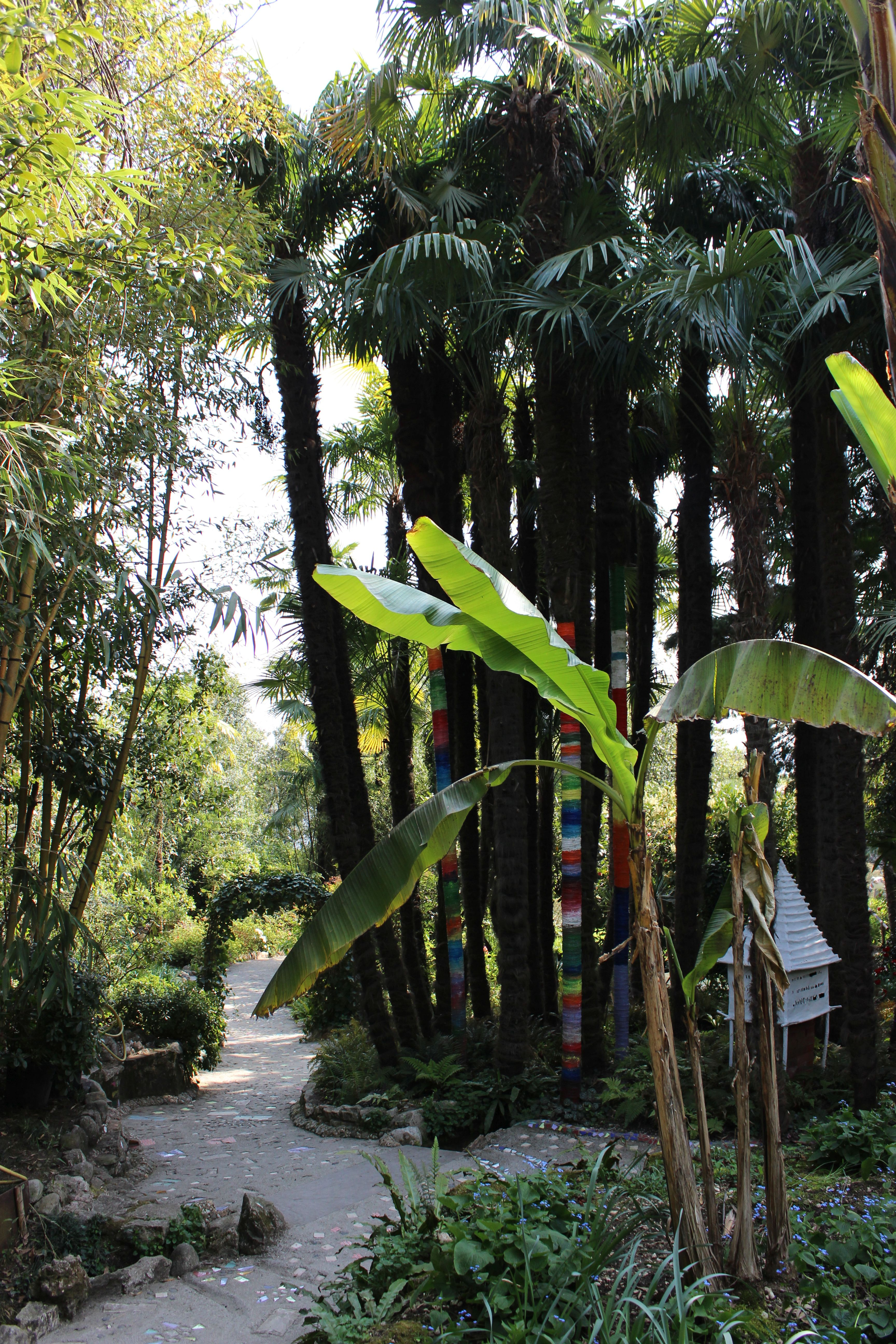
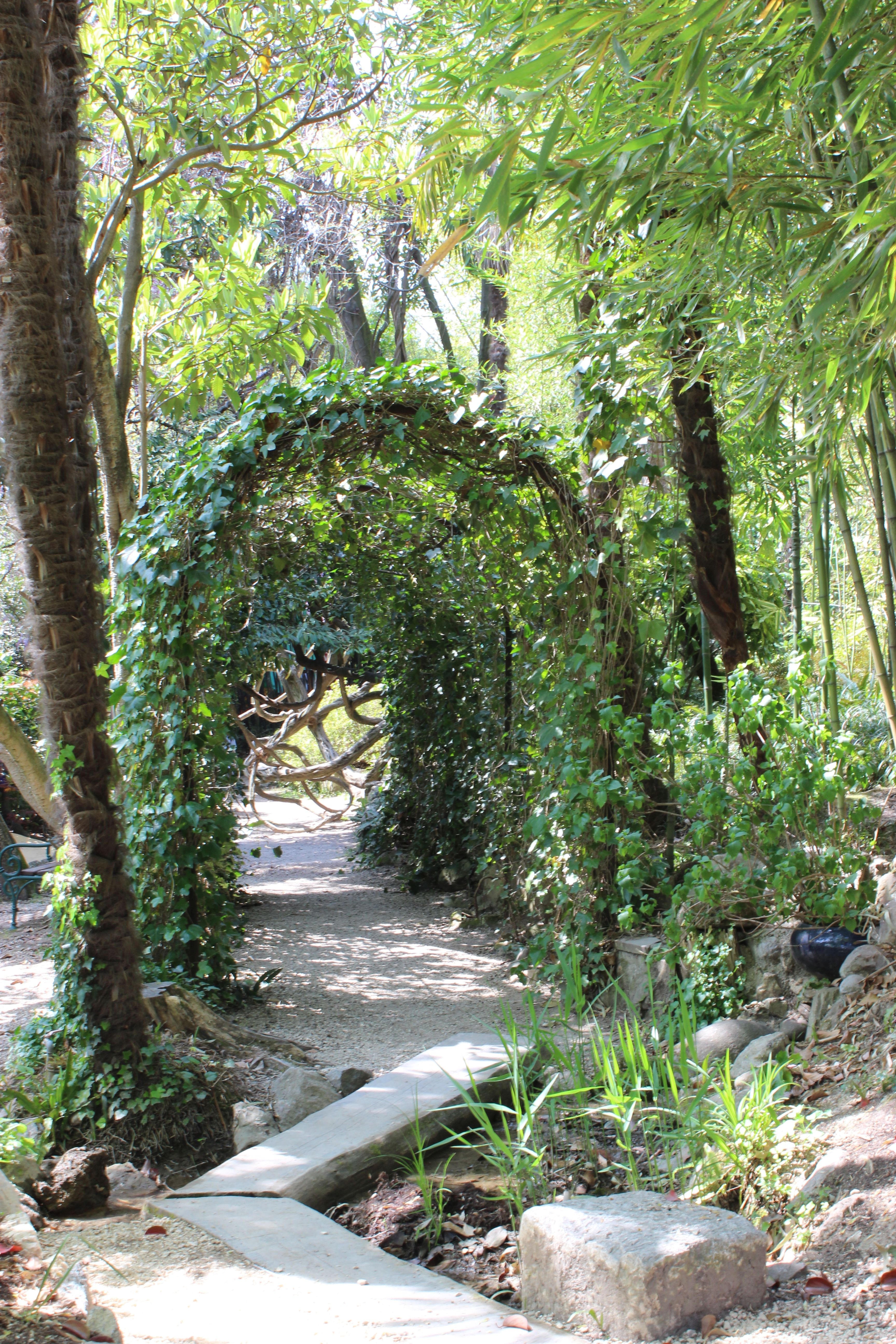
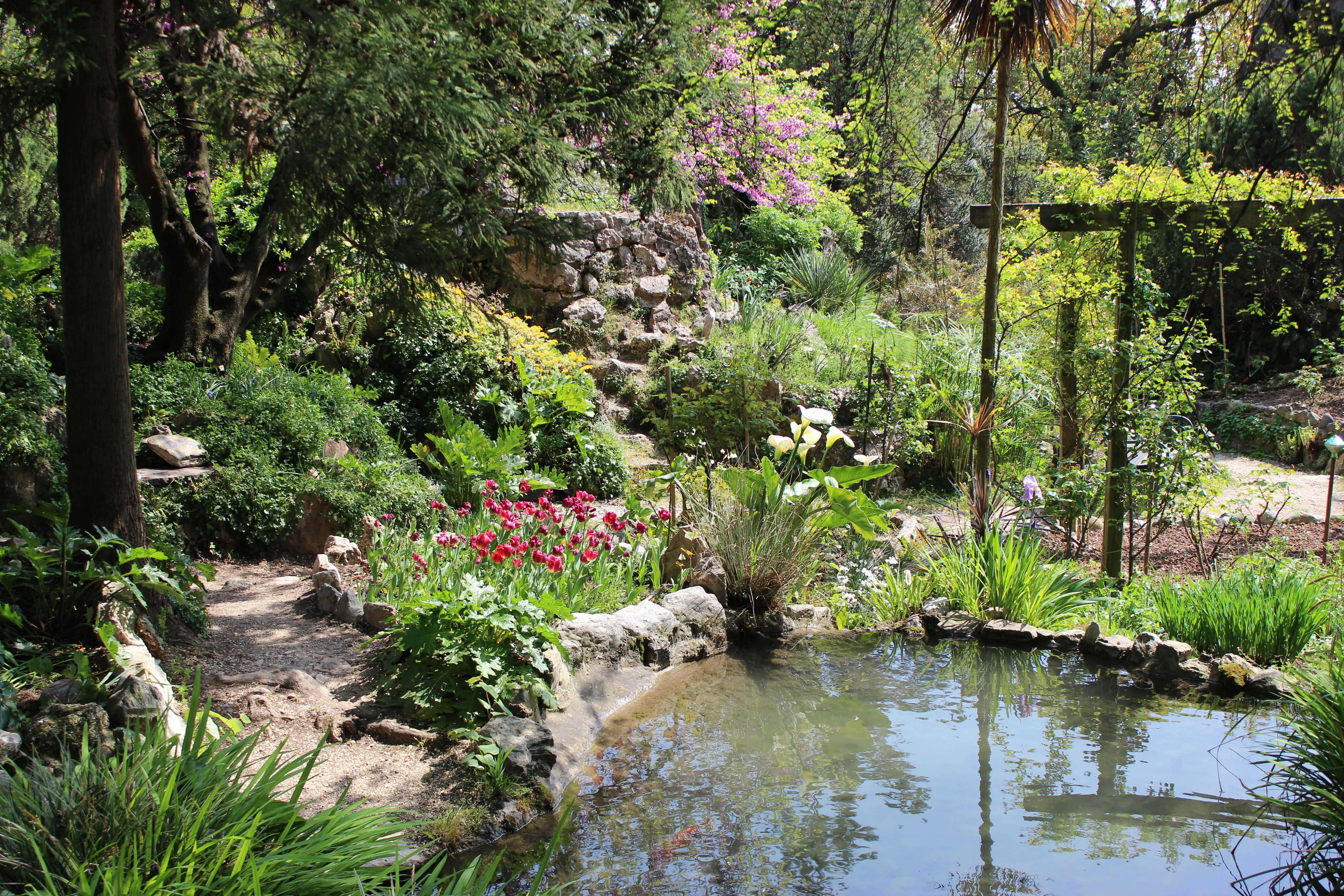
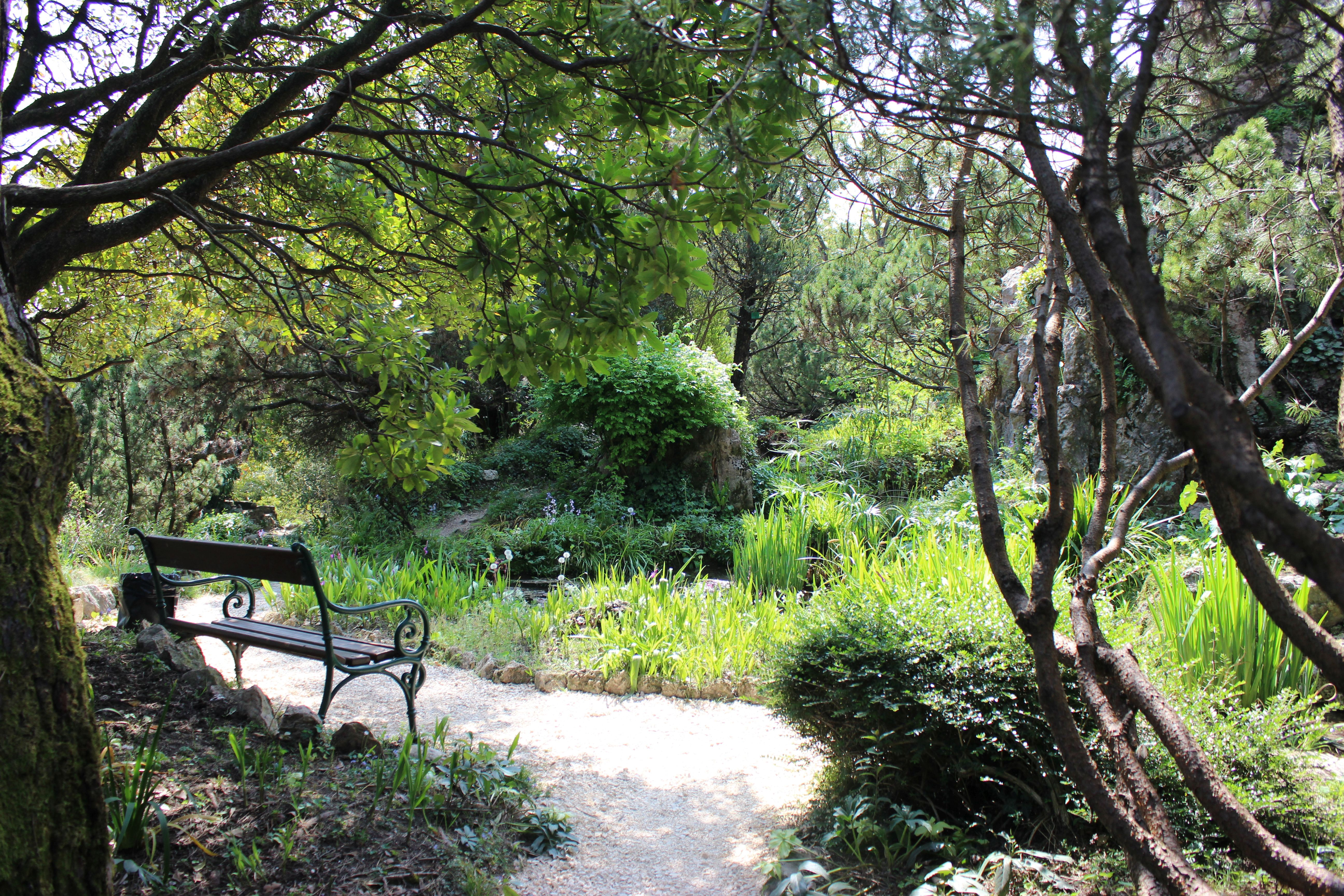
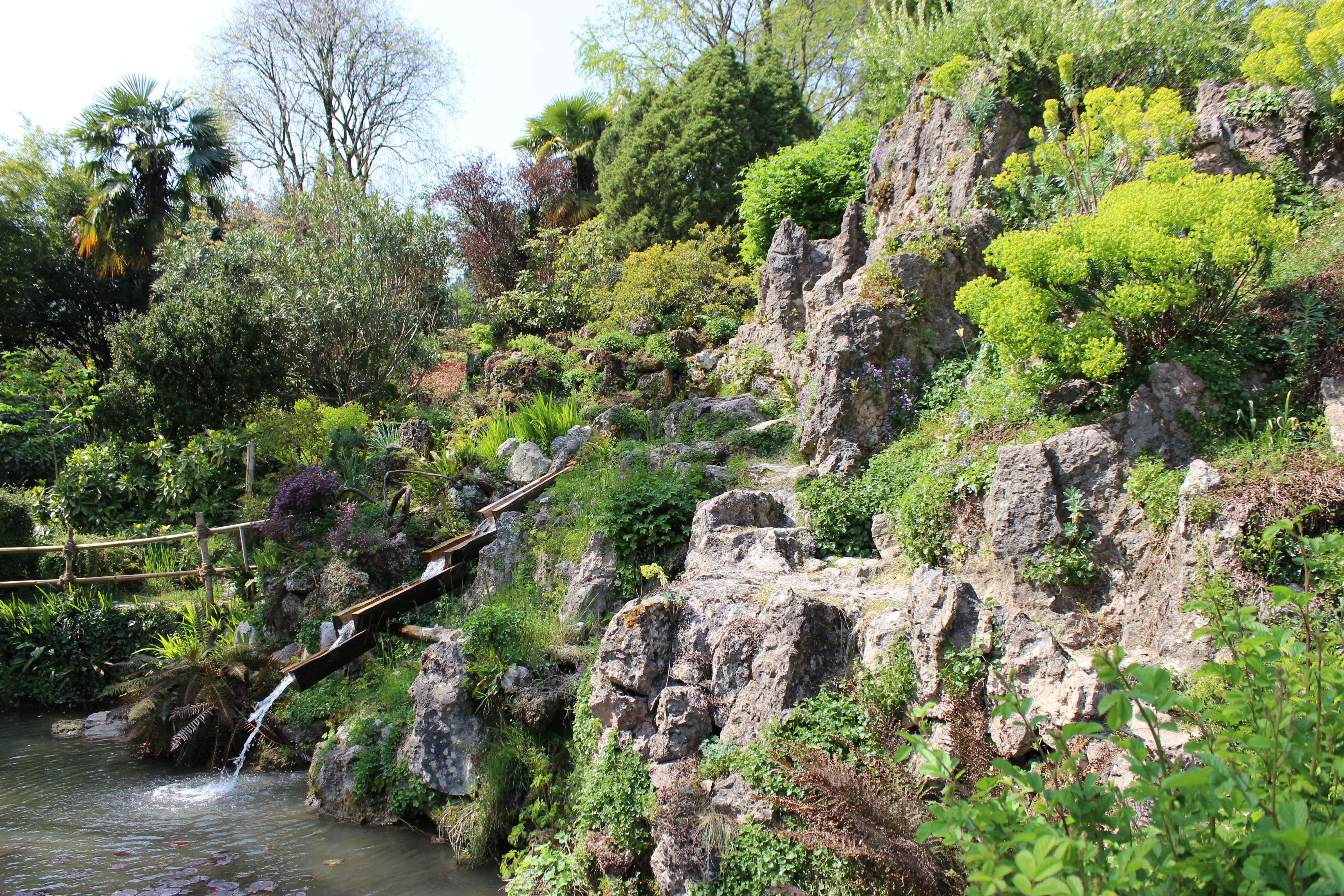
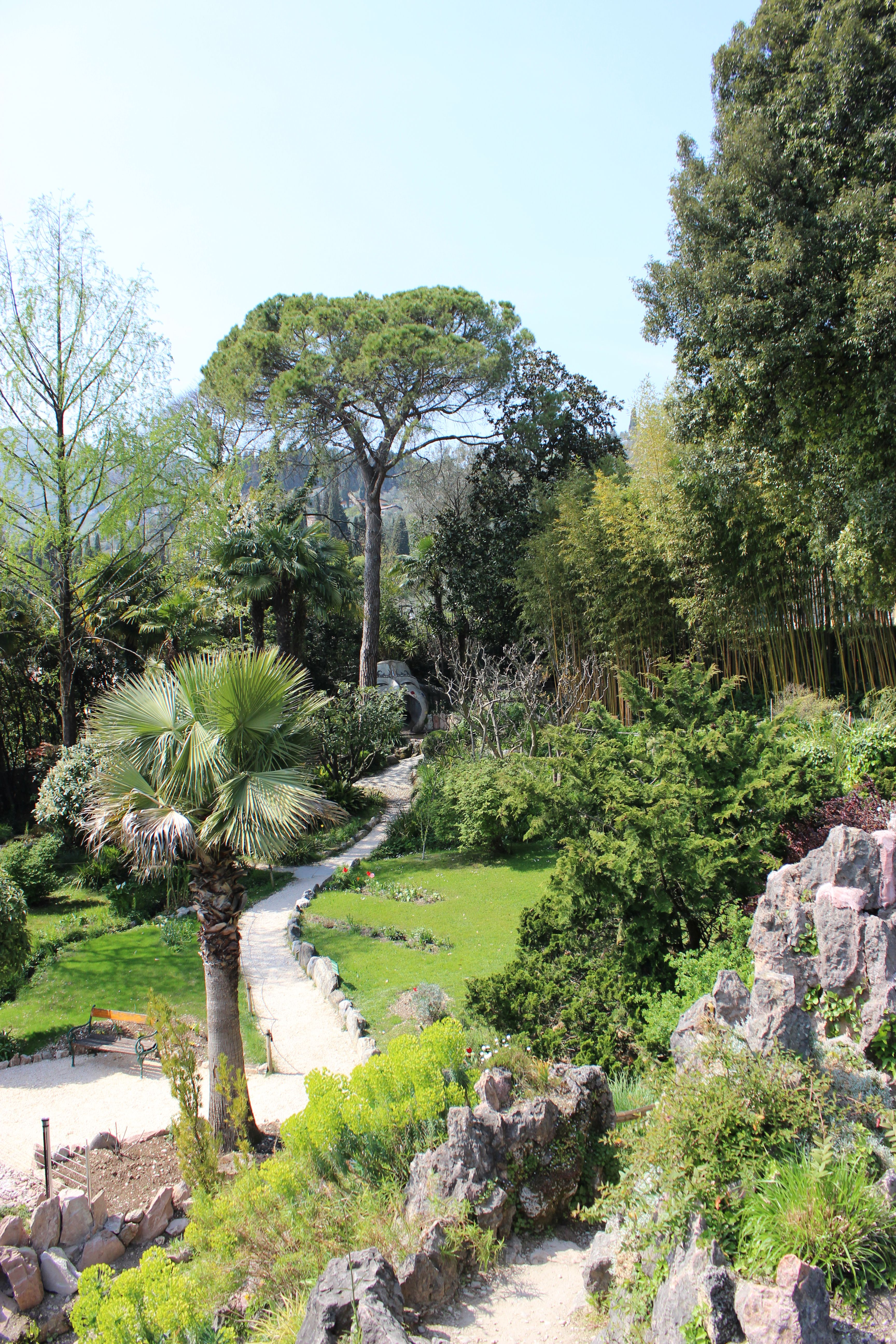